# 今井夏木
今井 夏木（いまい なつき、女性、1971年7月16日 - ）は、日本のディレクター、演出家、プロデューサー、映画監督。TBSテレビ制作1部に所属していた。

## 来歴・人物
愛知県名古屋市出身。名古屋市立菊里高等学校、早稲田大学第一文学部卒業。中学生当時は名古屋でNHKの児童劇団に所属して、東野英心が先生役だった頃の『中学生日記』（NHK）に生徒役として出演した。1987年5月24日放送分では、主演格として出演していた。大学生時代も役者として演劇に打ち込み、劇団「自転車キンクリート」で活動していたことがあり、そこで共演した徳井優とは、のちにディレクターとして『SPEC〜警視庁公安部公安第五課 未詳事件特別対策係事件簿〜』の現場などで再会している。
就職活動ではマスコミ全般を希望し、アナウンサー採用試験を受けたTBSで後に一般採用され、1994年にTBS入社後、『最後の恋』でアシスタントディレクターとして携わる。その後植田博樹プロデュース作品の『Love Story』『オレンジデイズ』では、生野慈朗、土井裕泰と共に演出を務める（なお、この2作はADを務めていた『最後の恋』と同じく北川悦吏子の脚本）。2015年には人事異動でドラマ制作から離れ、編成に移っている。植田と堤幸彦のインタビューによると2018年時点ではコンプライアンス室にいたという。
ザテレビジョンドラマアカデミー賞では、『ケイゾク』（第20回）、『Love Story』（第29回）、『愛なんていらねえよ、夏』（第34回）、『オレンジデイズ』（第41回）、『SPEC〜警視庁公安部公安第五課 未詳事件特別対策係事件簿〜』（第67回）でそれぞれ監督賞を受賞。2007年11月3日公開の映画『恋空』で映画監督デビュー。
『ケイゾク』に登場する婦人警官・今井夏紀というキャラクターは今井の名前が基になっている（途中回、今井夏紀役で出演）ほか、『SPEC』でも同名の人物が登場したり、今井のそっくりさん、および本人がエキストラ出演するなど、先輩である植田博樹プロデュースのチームで「ネタ」として扱われることも多い。
また、NHKアナウンサー寺澤敏行と柘植恵水は高校の同級生である。

## 作品

### テレビドラマ

#### プロデュース兼演出
- 特上カバチ!!（2010年）
- SPEC〜警視庁公安部公安第五課 未詳事件特別対策係事件簿〜（2010年）
- ブラックボード〜時代と戦った教師たち〜（2012年・演出は第3夜のみを担当）
- 僕らはみんな死んでいる♪（2013年）

#### プロデュースのみ
- SPEC〜翔〜（2012年）
- SPEC〜零〜（2013年）
- 私のシてくれないフェロモン彼氏（2022年）配信プロデューサー
- スイートモラトリアム（2023年）配信プロデューサー

#### 演出
（太字はチーフ演出。）
- あきまへんで!（1998年）
- 3年B組金八先生・第5シリーズ、第8シリーズ（1999年 - 2000年、2007年 - 2008年）
- ケイゾク（1999年、演出補も兼任）
- L×I×V×E（1999年）
- 悪いオンナ・「誘惑を売る女」（1999年）
- コワイ童話・「親ゆび姫」（1999年）
- QUIZ（2000年）
- 真夏のメリークリスマス（2000年）
- ガッコの先生（2001年）
- Love Story（2001年）
- First Love（2002年）
- ママの遺伝子（2002年）
- 愛なんていらねえよ、夏（2002年）
- 高校教師（2003年）
- 元カレ（2003年）
- ヤンキー母校に帰る（2003年）
- バツ彼（2004年）
- オレンジデイズ（2004年）
- 恋の時間（2005年）
- H2〜君といた日々（2005年、実質上チーフ。）
- 弁護士のくず（2006年）
- タイヨウのうた（2006年）
- きらきら研修医（2007年）
- 恋空（2008年）
- オルトロスの犬（2009年）
- LADY〜最後の犯罪プロファイル〜（2011年）
- 華和家の四姉妹（2011年）
- まっしろ（2015年）

#### 演出補
- 3年B組金八先生・第4シリーズ（1995年 - 1996年）
  - 3年B組金八先生スペシャル9（1998年）
- ラブとエロス（1998年）
- ケイゾク（1999年）

#### 編成
- 37.5℃の涙（2015年）
- ダメな私に恋してください（2016年）
- 私 結婚できないんじゃなくて、しないんです(2016年)
- 重版出来!（2016年）
- 仰げば尊し（2016年）

### テレビ番組
演出補
- THE・プレゼンター UFO・最後の真実（1995年）

編成
- この差って何ですか?
- サワコの朝

### 映画
監督
- 恋空（2007年）

プロデュース
- 劇場版 SPEC〜天〜（2012年）
- 劇場版 SPEC〜結〜 漸ノ篇/爻ノ篇（2013年）

## 受賞歴
- ザテレビジョンドラマアカデミー賞
  - 監督賞
    - 第20回（堤幸彦､伊佐野英樹､金子文紀と共に）（『ケイゾク』）[15]
    - 第29回（生野慈朗､土井裕泰と共に）（『Love Story』）[15]
    - 第34回（堤幸彦､松原浩と共に）（『愛なんていらねえよ、夏』）[16]
    - 第41回（生野慈朗､土井裕泰と共に）（『オレンジデイズ』）[17]
    - 第67回（堤幸彦､加藤新､金子文紀と共に）（『SPEC〜警視庁公安部公安第五課 未詳事件特別対策係事件簿〜』）[18]